# Trompette de poche
Ne doit pas être confondu avec trompette piccolo.

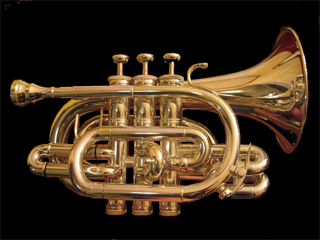
Une trompette de poche.

La trompette de poche, également appelée pocket trumpet (anglicisme parfois utilisé dans les sources francophones), est une trompette de petite taille.
À part la forme, l'instrument est très semblable à une trompette classique : la longueur de tuyau, l'ambitus, les doigtés, etc. sont strictement les mêmes. Le son diffère légèrement, à cause d'un pavillon plus petit (rayonnement acoustique différent) et, dans une moindre mesure, du fait d'un tuyau différemment courbé.
La position de jeu (pistons beaucoup plus proches de la bouche) peut demander une petite adaptation au musicien habitué à une trompette de forme habituelle.
L'usage de cette trompette est principalement réservé aux débutants, car les proportions de celle-ci sont plus adaptées au gabarit de l'enfant qui pourra la tenir sans se fatiguer et éviter ainsi de trop jouer le pavillon vers le bas.